# Susami
Susami (すさみ町?) è una cittadina giapponese della prefettura di Wakayama.